# Division de Malakand
La division de Malakand (en ourdou : مالاکنڈ ڈویژن) est une subdivision administrative du nord de la province de Khyber Pakhtunkhwa au Pakistan. Elle compte près de 7,5 millions d'habitants en 2017, et sa capitale est Saidu Sharif.
Comme l'ensemble des divisions pakistanaises, la subdivision a été abrogée en 2000 avant d'être rétablie en 2008.
La division regroupe les districts suivant :
- district de Buner
- district de Swat
- district de Shangla
- district de Chitral
- district de Malakand
- district du Haut-Dir
- district du Bas-Dir

La division de Malakand est l'épicentre de la Seconde bataille de Swat en 2009.